# Rävatjärnen, Västergötland
Rävatjärnen är en sjö i Lerums kommun i Västergötland och ingår i Göta älvs huvudavrinningsområde. Sjöns area är 0,024 kvadratkilometer och den befinner sig 115 meter över havet.